# Numerian

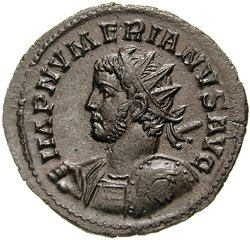
Antoninian des Numerian

Numerian (* 253; † 284), mit vollständigem Namen Marcus Aurelius Numerius Numerianus, war ein römischer Kaiser. Er regierte von 283 bis 284 zusammen mit seinem älteren Bruder Carinus das Römische Reich, wobei ihm die Verwaltung der Ostprovinzen oblag.

## Leben
Numerian wurde als jüngster Sohn des späteren Kaisers Carus 253 an einem unbekannten Ort geboren. Nachdem sein Vater den Thron bestiegen hatte, erhob er zunächst Carinus, bald darauf auch Numerian in den Rang eines Caesar. Während Carus zusammen mit Numerian im Jahr 283 nach Osten aufbrach, um einen Feldzug gegen das neupersische Sassanidenreich zu unternehmen, wurde Carinus zum Augustus erhoben und erhielt die Aufgabe, in Abwesenheit des Vaters den Westen des Reiches zu regieren. Die Angaben zu Numerians Charakter in der spätantiken Historia Augusta sind nur mit größter Vorsicht heranzuziehen, da der anonyme Autor in der Vita des Carus (in der auch Carinus und Numerian behandelt werden) fiktive Elemente eingeflochten hat.
Wohl Ende Juli 283 starb Carus plötzlich während eines Feldzugs gegen die Perser. Angeblich kam er durch einen Blitzschlag um; wahrscheinlicher ist, dass er einer Verletzung bzw. Krankheit erlag oder möglicherweise ermordet wurde. Die Nachfolge ging reibungslos auf dessen beide Söhne über, und Numerian, nunmehr ebenfalls Augustus, fiel die Aufgabe zu, den Feldzug weiterzuführen, doch sind Einzelheiten nicht überliefert. Anfang 284 zog sich das römische Heer nach Westen zurück; möglicherweise wurde auch ein Vertrag mit dem Sassanidenkönig Bahram II. geschlossen. Numerian zog dann nach Antiochia am Orontes, wo er sich längere Zeit aufhielt, anschließend ging es weiter durch Kleinasien. In dieser Zeit erkrankte Numerian an einer Augenentzündung und musste in einer geschlossenen Sänfte transportiert werden. In dieser fand man den Kaiser schließlich (wenige Tage vor dem 20. November 284) tot auf.
Numerians Berater und Schwiegervater, der Prätorianerpräfekt Aper, soll mehreren Berichten zufolge den Kaiser ermordet haben, doch ist es auch möglich, dass Numerian eines natürlichen Todes starb. Carinus selbst wurde bald darauf während der Kämpfe mit dem von Truppen im Osten zum Kaiser ausgerufenen Diokletian ermordet.